# 朱彦㵹
黎山康靖王朱彦（1485年—1527年），明朝黎山安懿王朱膺鉖的庶长子。

## 生平
弘治八年（1495年）七月，按制度获赐鎮國將軍誥命冠服。
弘治十一年（1498年）五月，朱膺鉖薨。弘治十六年（1503年），朱彦袭封。
正德三年（1508年）三月，明武宗御奉天殿，傳詔書遣寧陽侯陳繼祖、崇信伯費柱、建平伯高霳、應城伯孫鉞、成安伯郭寧、恭順侯吳世興、鎮遠侯顧仕隆、宣城伯衛璋、武安侯鄭英、遂安伯陳鏸、平江伯陳熊為正使，中書舍人陸爰、牛綱、劉皋、行人孟洋、陶驥、涂敬、曹倣、太常寺寺丞紀世梁、鴻臚寺寺丞聶友忠、兵科給事中白思誠、翰林院編脩湛若水為副使，持節冊封監生蕭本正的長女為黎山王妃。
朱彥和弟弟鎮國將軍朱彥汭、朱彥淮与安昌王朱彥滵收畜姦徒，從臾為非，不時索取州司供應、勒取民財，無人敢問。朱彥居喪酣飲，率宮眷憑城觀戲，弟弟們都效仿。朱彥汭屢次忤逆生母，將她推倒在地。朱彥淮性尤凶強，曾在食物中下毒给生母，生母察覺而沒有吃。其夫人劉氏與家奴私通。朱彥滵淫縱事尤多，朱彥兄弟曾經侵犯朱彥滵及五叔父沙陽王朱膺鉋宅地，積怨已久，于是互相告發，朱膺鉋又誣陷朱彥私通父妾。武宗命司禮監太監溫祥、刑部侍郎戈瑄、錦衣指揮韓端前去會同鎮巡官調查，事涉宮闈的令溫祥入府詳審，朱彥汭、朱彥淮各自的生母因而都為兒子辯解。溫祥等回奏，正德七年（1512年）七月，武宗下詔降朱彥淮為庶人，革朱彥汭祿米，朱彥滵、朱彥革三分之二祿米，朱膺鉋革三分之一，劉氏奪封號，家奴處斬，姦徒發戍邊遠者四十五人。
嘉靖六年（1527年），朱彥薨。嘉靖九年（1530年）十一月，其嫡长子朱誉枚袭封。

### 分歧记载
《明孝宗敬皇帝实录卷二百四》记载：
黎山王朱彥死后，王妃刘氏私用其遗产五十两银子，家人张安、李贵偷走了其他的遗产，说是刘妃和使女等所为，黎山王的母亲汤太妃信以为真，逼刘妃交出，刘妃交不出，遭汤太妃鞭挞，怒而自缢。刘妃兄刘吉告诉朱彥的堂叔祖江川王朱音垫，朱音垫告发，被岷府长史薛端、叶畅等隐瞒，刘吉也受贿反口。朱音垫得知这些情况上报，法司覆奏，弘治十六年（1503年）十月，命枷号张安、李贵两月，杖一百，发南丹卫充军；薛端交钱赎罪免除杖刑后复职，叶畅已经卸任，免于追究。
该记载有误，当时朱彥在世，其中提到的黎山王应为其父朱膺鉖。

## 评价
- 《弇山堂别集》卷073：温良好樂，寬樂令終。